# Chris Wedge
John Christian Wedge (ur. 20 marca 1957 w Binghamton w Nowym Jorku) – amerykański reżyser, producent filmowy, scenarzysta, rysownik i aktor głosowy.

## Filmografia
- 1982: Tron – animacja
- 1996: Karaluchy pod poduchy – reżyser animacji
- 2002: Epoka lodowcowa – reżyseria, obsada aktorska (Scrat, Dodo)
- 2002: Gone Nutty (krótkometrażowy) – obsada aktorska (Scrat)
- 2005: Roboty – reżyseria, obsada aktorska (Wonderbot, budka telefoniczna)
- 2006: Epoka lodowcowa 2: Odwilż – producent wykonawczy
- 2006: No Time for Nuts – producent wykonawczy
- 2008: Horton słyszy Ktosia – producent wykonawczy
- 2009: Epoka lodowcowa 3: Era dinozaurów – producent wykonawczy
- 2011: Rio – producent wykonawczy
- 2011: Epoka lodowcowa: Mamucia gwiazdka – obsada aktorska (Scrat)
- 2012: Epoka lodowcowa 4: Wędrówka kontynentów – producent wykonawczy, obsada aktorska (Scrat)
- 2013: Tajemnica zielonego królestwa – reżyseria
- 2014: Rio 2 – producent wykonawczy
- 2015: Simpsonowie – obsada aktorska (Scrat)
- 2016: Epoka lodowcowa 5: Mocne uderzenie – producent wykonawczy, obsada aktorska (Scrat)
- 2017: Monster Trucks – reżyseria
- 2017: Fernando – producent wykonawczy